# Семёнов, Александр Иванович (легкоатлет)
Алекса́ндр Ива́нович Семёнов (род. 25 марта 1962) — советский легкоатлет, специалист по бегу на короткие дистанции. Выступал на всесоюзном уровне в 1980-х годах, призёр Кубков мира и Европы, чемпион СССР, победитель и призёр первенств всесоюзного значения, участник ряда крупных международных стартов. Представлял Москву, спортивное общество «Буревестник» и Вооружённые силы.

## Биография
Александр Семёнов родился 25 марта 1962 года. Занимался лёгкой атлетикой в Москве, выступал за добровольное спортивное общество «Буревестник» и Советскую Армию.
Первого серьёзного успеха на всесоюзном уровне добился в сезоне 1983 года, когда на чемпионате страны в рамках VIII летней Спартакиады народов СССР в Москве с московской командой стал серебряным призёром в зачёте эстафеты 4 × 100 метров.
В 1984 году на чемпионате СССР в Донецке одержал победу в индивидуальном беге на 100 метров и вновь получил серебро в эстафете 4 × 100 метров. Позднее в 100-метровой дисциплине был лучшим на всесоюзном старте в Баку.
В 1985 году в дисциплине 100 метров победил на соревнованиях в Сочи, взял бронзу на чемпионате СССР в Ленинграде. Попав в состав советской сборной, выступил на домашнем Кубке Европы в Москве, где вместе с соотечественниками занял первое место в программе эстафеты 4 × 100 метров и выиграл мужской командный зачёт. Позднее в той же дисциплине стал вторым в матчевой встрече со сборной США в Токио и третьим на Кубке мира в Канберре.
В 1986 году на чемпионате СССР в Киеве выиграл серебряные медали в индивидуальном беге на 100 метров и эстафете 4 × 100 метров. Одержал победу на соревнованиях в Москве.
В 1987 году на соревнованиях в Сочи превзошёл всех соперников в беге на 100 метров и установил свой личный рекорд — 10,31. На чемпионате СССР в Брянске взял бронзу в эстафете 4 × 100 метров.